# Amphelarctia priscilla
Amphelarctia priscilla är en fjärilsart som beskrevs av William Schaus 1911. Amphelarctia priscilla ingår i släktet Amphelarctia och familjen björnspinnare. Inga underarter finns listade i Catalogue of Life.